# Nhà thờ và tu viện ở Goa
Nhà thờ và tu viện ở Goa một nhóm các tòa nhà tôn giáo ở Goa cổ (không nên nhầm lẫn với Goa Velha) thuộc bang Goa, Ấn Độ. Tập hợp các di tích này được UNESCO công nhận là Di sản thế giới vào năm 1986.
Goa là thủ đô của Ấn Độ thuộc Bồ Đào Nha và là một trung tâm truyền giáo thế kỷ 16. Các di tích phổ biến loại hình nghệ thuật phương Tây gồm kiến trúc Manueline, trường phái kiểu cách và Baroque ra khắp châu Á, đồng thời là một ví dụ đặc biệt của quá trình truyền giáo

## Lịch sử
Thành phố Goa được chính quyền của quốc vương Hồi giáo Bijapur thành lập vào thế kỷ 15 bởi vương quốc của người Hồi giáo ở thành phố Tmapur như là một cảng bên bờ sông Mandovi Ngôi làng được chụp vào năm 1510 bởi Afonso de Albuquerque, Phó vương Bồ Đào Nha, với sự giúp sức của Timoja và gần như ngôi làng liên tục nằm dưới sự cai trị của Bồ Đào Nha cho đến thế kỷ 20. Vào thời kỳ đỉnh cao, nó được cho là một thành phố lớn với hơn 200.000 dân và được biết đến với danh hiệu "Roma của phương Đông", đặc biệt với bộ sưu tập các nhà thờ chính tòa và nhà thờ lộng lẫy.
Dòng Tên, dòng Phan Sinh và các dòng tu khác đã tới Goa từ thế kỷ 16, sử dụng nó như một trung tâm để truyền bá Công giáo ở Ấn Độ. Những người định cư ban đầu rất khoan dung đối với Ấn Độ giáo và các tôn giáo khác, nhưng từ năm 1560 trở đi, sự truyền bá của Công giáo đã được củng cố bởi sự xuất hiện của Toà án dị giáo ở Goa rất đáng sợ vào thời điểm đó. Thế kỷ 16 và 17 là thời kỳ hoàng kim của Goa, nơi là một trung tâm giao dịch hưng thịnh và có đặc quyền hành chính tương tự như Lisbon. Trong hai thế kỷ đầu tiên khi có sự hiện diện của Bồ Đào Nha, hầu hết các nhà thờ và tu viện đã được xây dựng mà dân cư thành phố vẫn đông đúc, nhận được sự ngưỡng mộ của những du khách qua Goa. Những di tích này phản ánh trao đổi văn hóa và di sản của người Bồ Đào Nha, đó là hình thức kiến trúc kinh điển châu Âu, với trang trí, tranh vẽ và đồ nội thất đồng thời phản ánh quá trình lao động của các nghệ sĩ địa phương. Điều này được thực hiện bởi các nghệ sĩ và nhà điêu khắc vĩ đại của Ấn Độ ở vùng Goa, nên không cần phải nhập khẩu tác phẩm nghệ thuật lao động quy mô lớn, điều mà đã xảy ra ở thuộc địa Brazil.
Cuối thế kỷ 17, trước sự cạnh tranh thương mại với Hà Lan và Anh dẫn đến sự suy giảm kinh tế của Goa cổ. Bệnh dịch tàn phá thành phố và sông Mandovi trở lên quá chật hẹp cho các tàu thuyền lớn hiện đại. Phó vương chuyển đến Panjim (Goa mới) vào năm 1759 và Goa cổ mất đi tư cách thủ đô chính thức vào năm 1843.
Thế kỷ 20, sau nhiều năm chiến sự và đàm phán ngoại giao, Ấn Độ đã tiến công và sáp nhập Goa, kết thúc sự hiện diện của Bồ Đào Nha. Tuy nhiên, ảnh hưởng văn hóa vẫn tiếp tục cho đến ngày nay và nó được thể hiện rõ trong các di tích tôn giáo ở Goa, được UNESCO công nhận là di sản thế giới vào năm 1986.

## Di tích

### Nhà thờ Đức Mẹ Mân Côi Goa

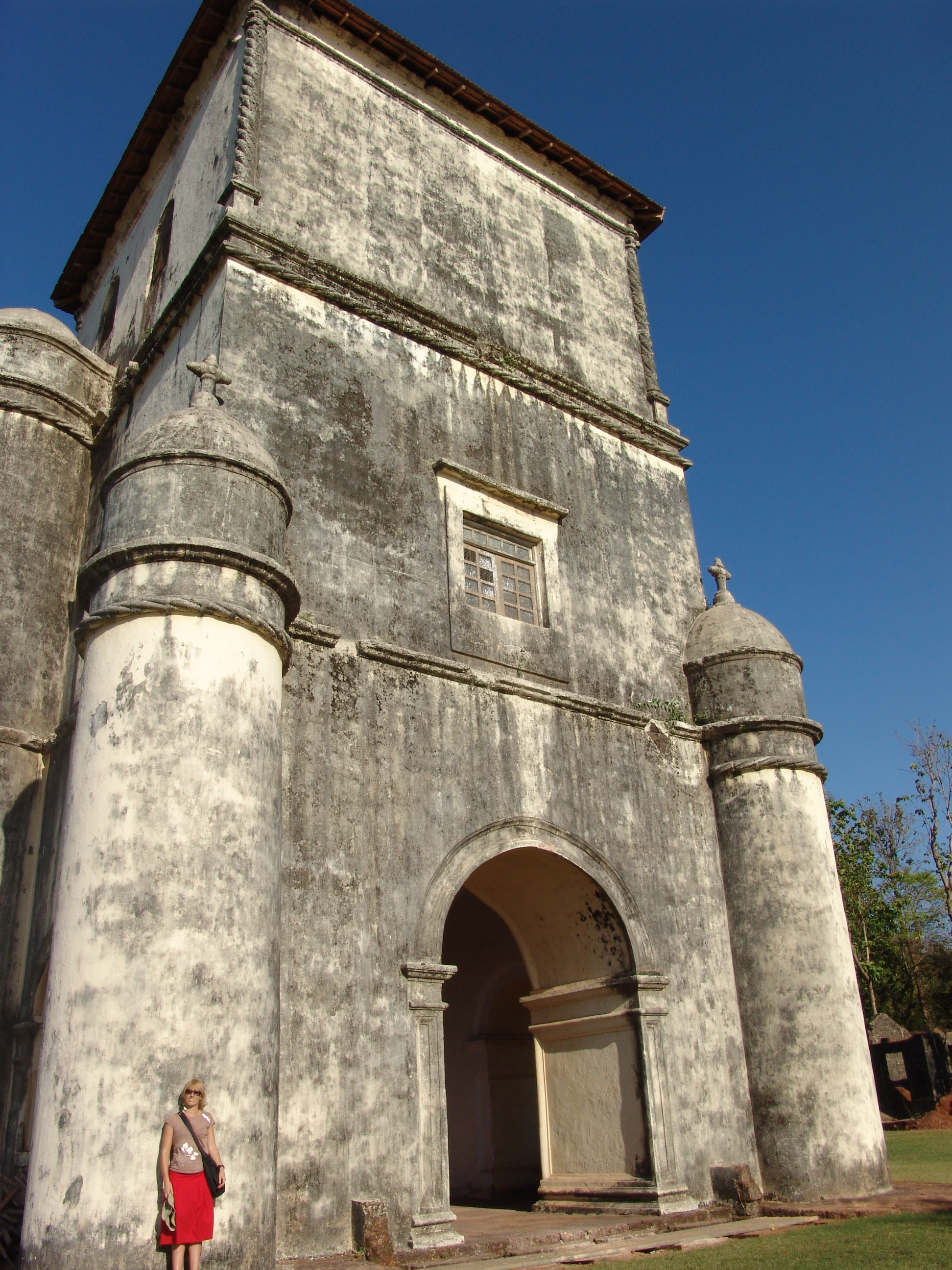
Nhà thờ Đức Mẹ Mân Côi là nhà thờ cổ nhất tại Goa.

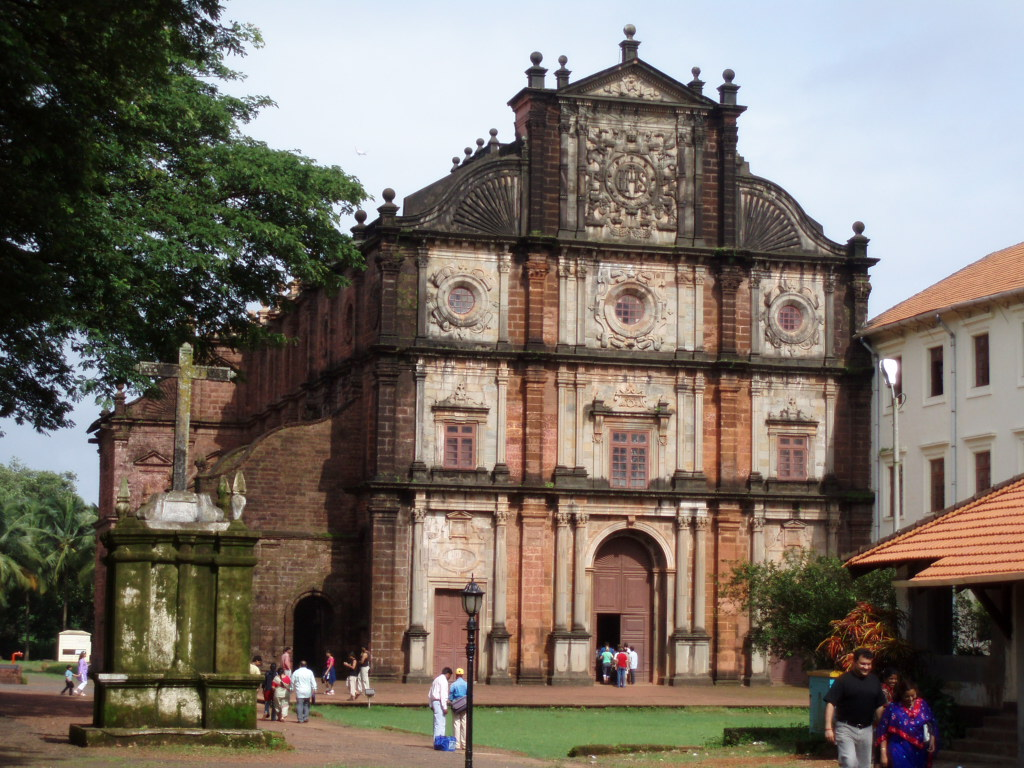
Vương cung thánh đường Bom Jesus là nơi lưu giữ thi hài của Thánh Phanxicô Xaviê.

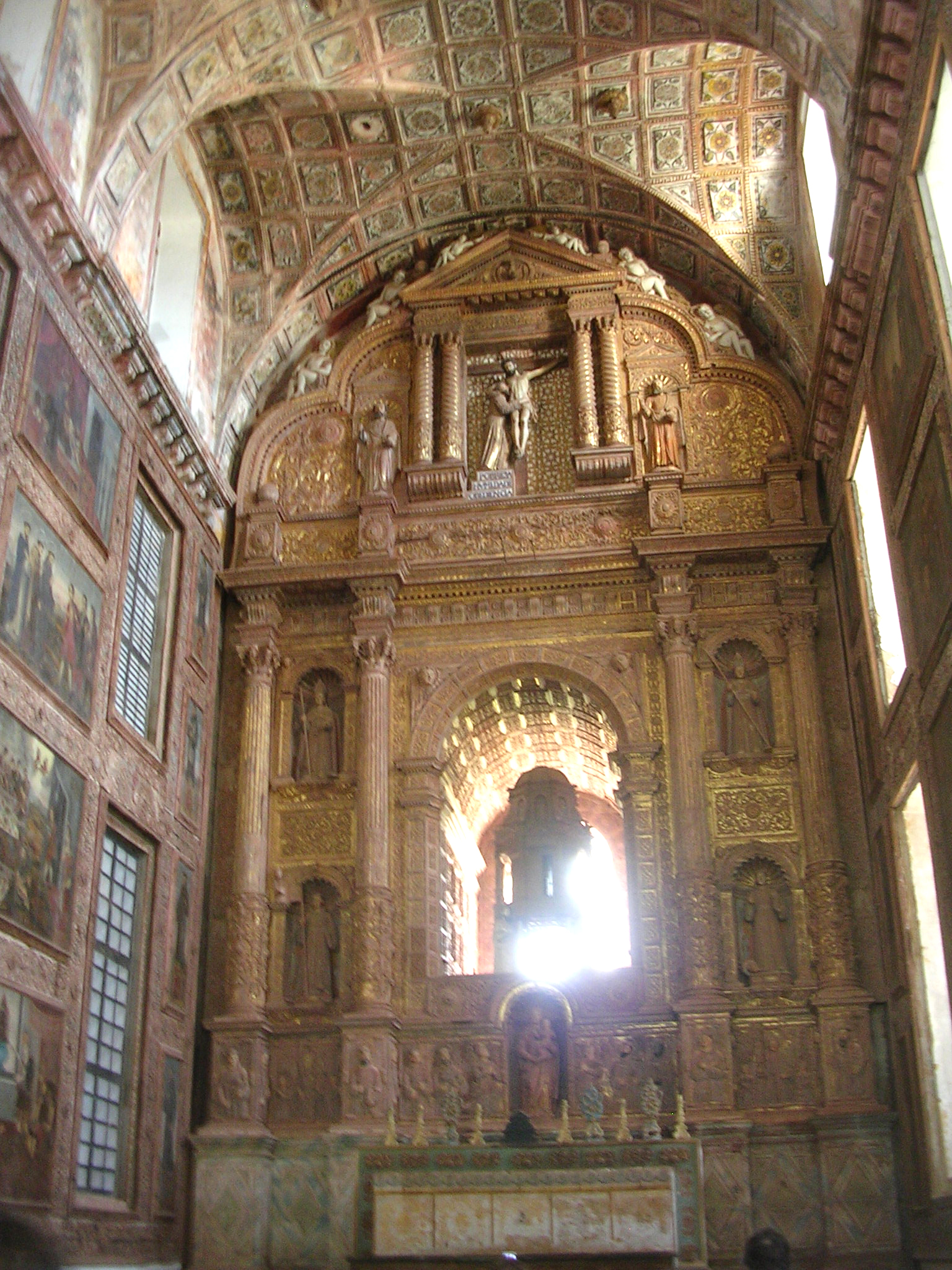
Ban thờ chính của Nhà thờ Thánh Phanxicô thành Assisi.

Nhà thờ Đức Mẹ Mân Côi được xây dựng năm 1543 là công trình lâu đời nhất ở Goa cho đến ngày nay còn tồn tại. Ban đầu nó là một nhà thờ giáo xứ sau đó trở thành một trường cao đẳng. Nhìn từ ngoài, nhà thờ giống như một pháo đài nhỏ, với cổng vào bên cạnh một tháp nhỏ hình trụ có vòm bát úp điển hình hậu Gothic và Manueline Bồ Đào Nha, đặc biệt là ở vùng Alentejo. Bên trong, nhà thờ nổi bật với hầm của nhà thờ Hồi giáo. Trong thánh điện là ban thờ dành riêng cho Đức Mẹ Mân Côi, trên tường có một tấm bia đá được chạm khắc theo phong cách Ba Tư hoặc Ấn Độ với dòng chữ "Aqui jaz Dona Catarina, mulher de Garcia de Sa, a qual pede a quem isto ler que peça misericórida a Deus para sua alma" (có nghĩa Đây là Dona Catarina, vợ của Garcia de Sá, mong những người đọc điều này xin rủ lòng thương xót của Chúa cho linh hồn). Tầng bên dưới là mộ của Garcia de Sá (mất năm 1549), người kế vị thống đốc Ấn Độ João de Fidel.

### Nhà thờ chính tòa Sé của Goa
Nhà thờ chính tòa Sé được Giáo hoàng Phaolô III sắc phong thành nhà thờ chính tòa giám mục vào năm 1534 và một nhà thờ lớn dành riêng cho thánh nữ Catarina thành Alexandria. Nó được xây dựng vào những thập kỷ đầu tiên thời kỳ thuộc địa. Nhà thờ nhỏ ban đầu không đủ đáp ứng nhu cầu của những tín hữu nên đã được xây dựng lại vào năm 1562, trong thời gian trị vì của Phó vương Dom Francisco Coutinho. Quá trình xây dựng vô cùng chậm chạp vì vào năm 1619, chỉ có phần thân của nhà thờ được hoàn thành, với mặt tiền thiếu hoàn thành vào năm 1631.
Đây là nhà thờ lớn nhất được người Bồ Đào Nha xây dựng ở châu Á. Công trình rất rộng và dài 91 mét, có lẽ chính là một phần khiến tiến độ xây dựng chậm chạp. Nhà thờ có ba gian giữa giáo đường có chiều cao bằng nhau, hình dạng giống với nhiều nhà thờ Bồ Đào Nha khác cùng thời kỳ như ở Miranda do Douro (1552), Leiria (1559) và Portalegre (1556). Mặt tiền hoành tráng với ba cửa và một tháp chuông, bên phải đã bị phá hủy trong một cơn bão năm 1766. Gian giữa của nhà thờ có hình vòng cung và được chia ra bởi hai hàng cột. Trang trí nội thất bên trong thánh điện vô cùng tráng lệ với bàn thờ mạ vàng dành riêng cho Chúa Hài Đồng.

### Vương cung thánh đường Bom Jesus
Các tu sĩ Dòng Tên đến Goa năm 1542 và nhân vật quan trọng nhất trong thời kỳ đầu này là Phanxicô Xaviê, đồng sáng lập ra dòng Tên và là Tông đồ của phương Đông về việc truyền giáo ra châu Á. Một thời gian sau khi đến, dòng Tên đã thành lập một trung tâm giáo dục tôn giáo là trường thánh Phaolô hoặc São Roque có một thư viện báo chí khổng lồ nhưng khu phức hợp này đã bị phá hủy vào năm 1830. Những gì còn sót lại là Vương cung thánh đường Bom Jesus được xây dựng vào năm 1594 và thánh hiến vào năm 1605. Nó là thành quả làm việc của kỹ sư Goa Julius Simon và tu sĩ dòng Tên Bồ Đào Nha Domingos Fernandes. Nó được xây dựng theo mô hình của các nhà thờ dòng Tên Bồ Đào Nha như Nhà thờ Chúa Thánh thần Évora và Igreja de São Roque tại Lisbon. Mặt tiền nhà thờ là công trình của Sebastos Fernandes theo Trường phái kiểu cách với ba cửa và ba tầng được phân cách ở các gờ tường. Thánh điện lớn với một ban thờ có niên đại từ năm 1699 nằm trong một vòm ô van nổi bật với những hình tượng trang trí về Chúa mạ vàng với hình ảnh Inhaxiô nhà Loyola, người sáng lập dòng Tên.
Kho báu lớn nhất bên trong nhà thờ thánh tích của Phanxicô Xaviê từ 1655, nằm trong bình di cốt bạc được chế tác tinh xảo bởi các nghệ sĩ địa phương. Bình di cốt này nằm trong một hầm mộ được thiết kế bởi kiến trúc sư Firenze Giovanni Battista Foggini vào năm 1697. Nó được làm bằng đá cẩm thạch Ý cung cấp bởi Đại công tước xứ Tuscany Cosimo III của Medici và được đưa đến Goa vào năm 1698 bởi nghệ sĩ Placido Francesco Ramponi.
Nhà thờ được xếp hàng trong năm 2009 là một trong bảy kỳ quan căn nguyên Bồ Đào Nha tên thế giới.

### Nhà thờ Thánh Phanxicô thành Assisi
Dòng Phan Sinh là những người đầu tiên tới Goa vào năm 1517 dưới sự cho phép của vua Manuel I để xây dựng một tu viện. Nhà thờ đầu tiên được hoàn thành vào năm 1521 nhưng được xây dựng lại hoàn toàn vào năm 1661. Một ô cửa theo phong cách Manueline được bảo tồn và xây dựng trên mặt tiền của nhà thờ mới theo trường phái kiểu cách. Cổng được xây dựng từ đá tối màu trên một mặt tiền hẹp và cao có hai tòa tháp hình bát giác. Phía trước có một cây thánh giá lớn bằng đá granit.
Bên trong nhà thờ, tại gian giữa là vòm với nhà nguyện và cung thờ bên, được bao phủ bởi vữa trang trí và tranh vẽ. Giống như nhiều nhà thờ ở Goa khác, sàn nhà thờ có nhiều phần mộ với nhiều câu khắc và lớp phủ. Nhà nguyện chính là nơi có một số bức tranh về cuộc đời Thánh Phanxicô thành Assisi và một bàn thờ lớn mạ vàng có niên đại từ năm 1670, với một hình tượng Chúa Giêsu bị đóng đinh trên thập giá, bên cạnh là Thánh Phanxicô Xaviê đang ôm lấy Chúa. Đằng sau ban thờ là một lỗ mở, là một hòm thành đặc khắc vào trong với các bức tượng của Bốn Thánh sử Mátthêu, Máccô, Luca và Gioan được sử dụng trong Lễ phước và diềm bàn thờ.

### Nhà nguyện Santa Catarina

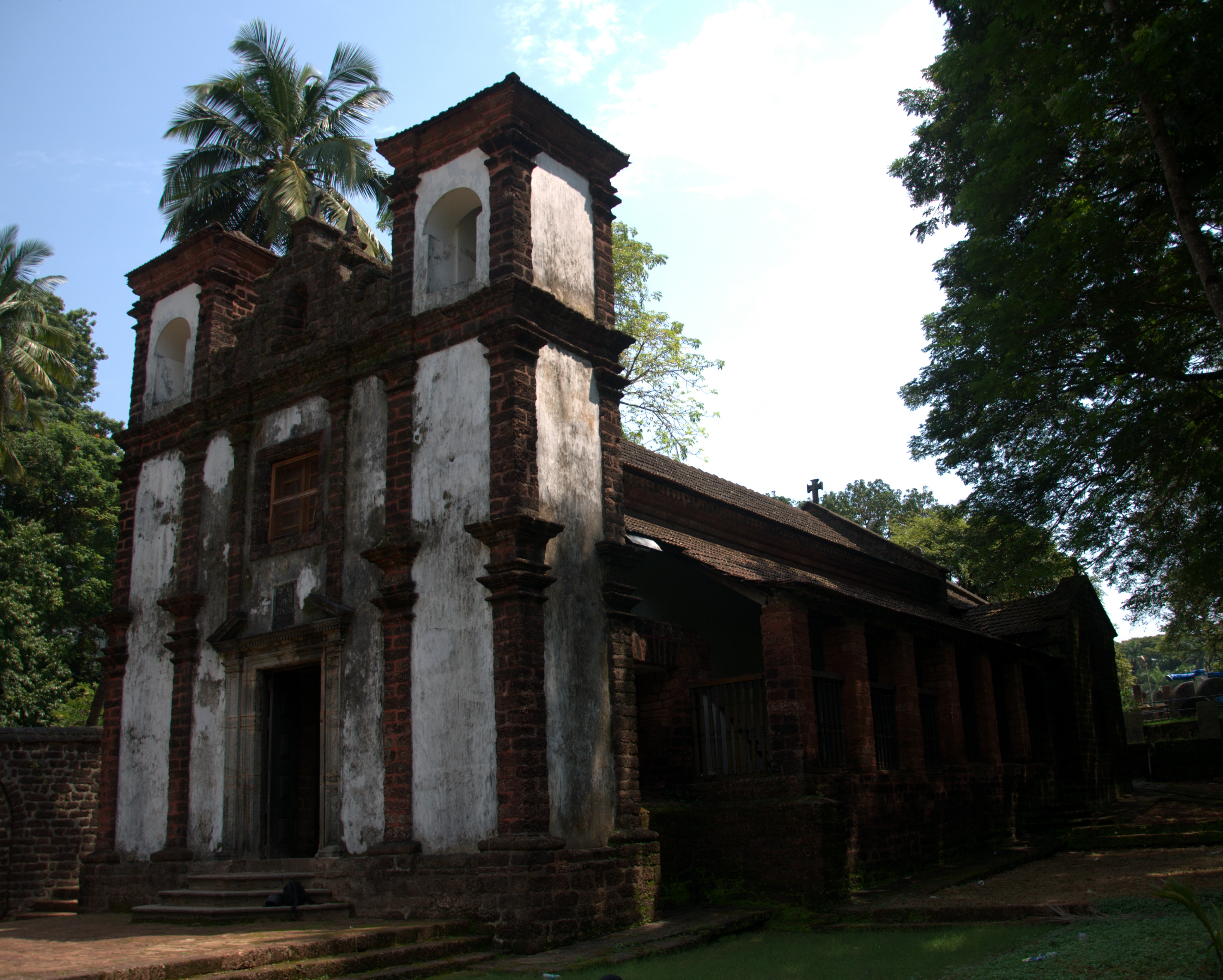
Nhà nguyện Santa Catarina

Năm 1510, Afonso de Albuquerque chinh phục Goa thành công. Một nhà nguyện được xây dựng ở cửa bức tường Hồi giáo Goa, nơi người Bồ Đào Nha xâm chiếm. Nhà nguyện này nằm gần địa điểm của Bệnh viện Hoàng gia, gần cửa phía bắc của Tu viện Thánh Phanxicô, gần kho vũ khí. Nó nằm cách khoảng 100 mét về phía tây Nhà thờ Thánh Phanxicô thành Assisi. Năm 1534, nhà nguyện được Đức Giáo hoàng Phaolô III sắc phong thành Nhà thờ chính tòa và được xây dựng lại. Một đá khắc được thêm vào trong quá trình xây dựng để nhắc đến sự kiện Afonso de Albuquerque vào thành phố tại điểm này, và do đó, người ta tin rằng nhà nguyện nằm trên khu vực từng là cổng chính của thành phố Hồi giáo, sau đó được gọi là Ela.
Đây là một công trình hình chữ nhật với một gian giữa giáo đường với dầm đỉnh mái hình tứ giác. Mặt tiền đơn giản với ba phần được ngăn cách bởi trụ bổ tường. Chính giữa là cửa với bên phía cao trên cùng là một tảng đá hình tam giác, hai bên là hai cửa tháp chuông có tiết diện hình chữ nhật vòm cong. Bên trong nhà thờ là gian giữa duy nhất với lăng mộ bằng đá, trần đá hình trụ.

### Tàn tích củanhà thờ thánh Augustinô

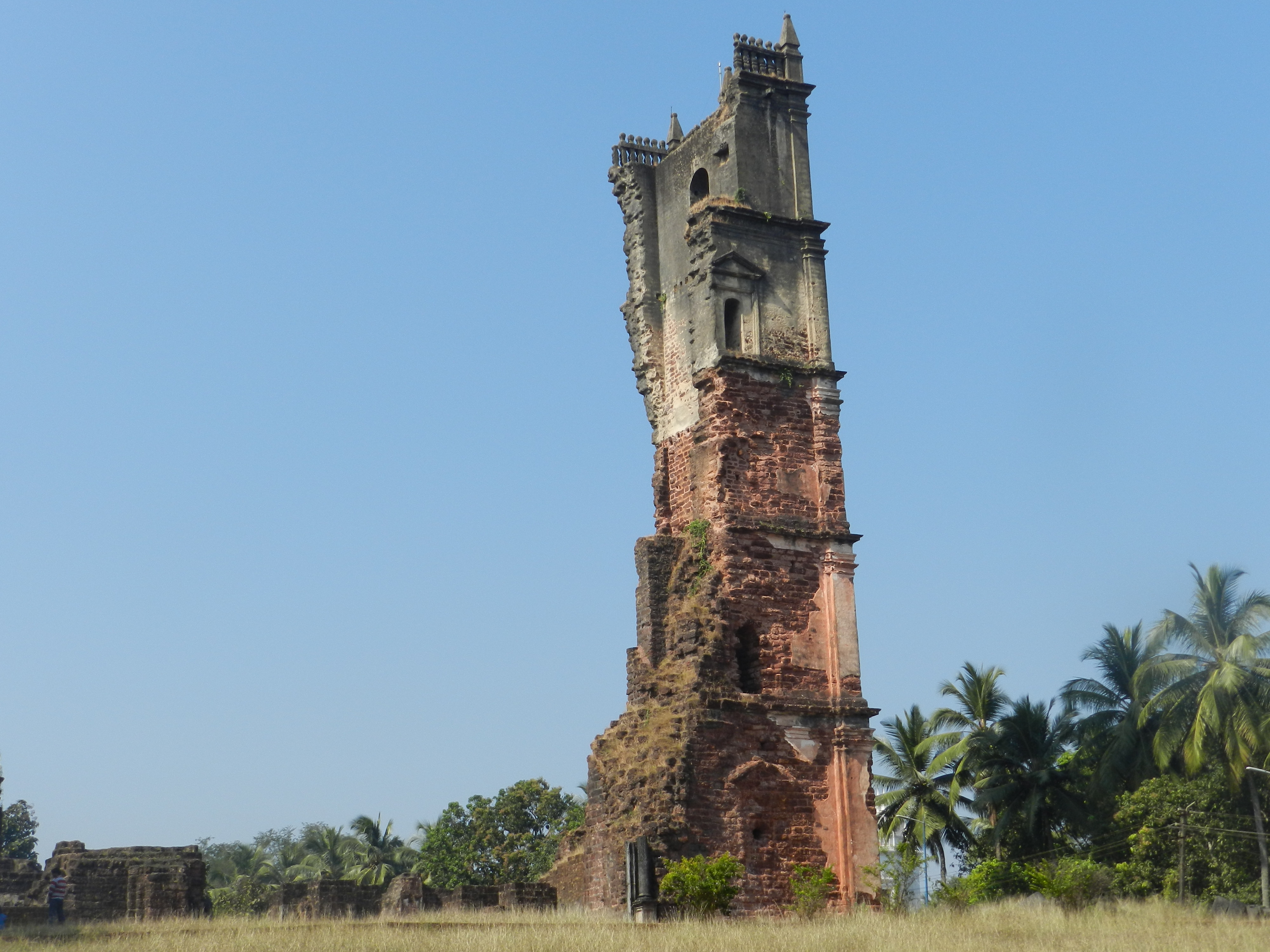
tàn tích tháp chuông của nhà thờ thánh Augustinô.

Tu sĩ Dòng Augustinô đến Goa vào thế kỷ 16, thành lập một tu viện và nhà thờ năm 1597. Hiện tại cả hai đều đã bị hủy hoại, hầm của nhà thờ sụp đổ vào năm 1842 và mặt tiền sụp đổ năm 1936. Phần còn lại của nhà thờ nổi bật nhất là tòa tháp cao. Được biết, mặt tiền ban đầu được bao quanh bởi hai tòa tháp lớn năm tầng, và phía trong là một gian giữa duy nhất với các nhà nguyện phụ và gian ngang.

### Nhà thờ Thánh Cajetan

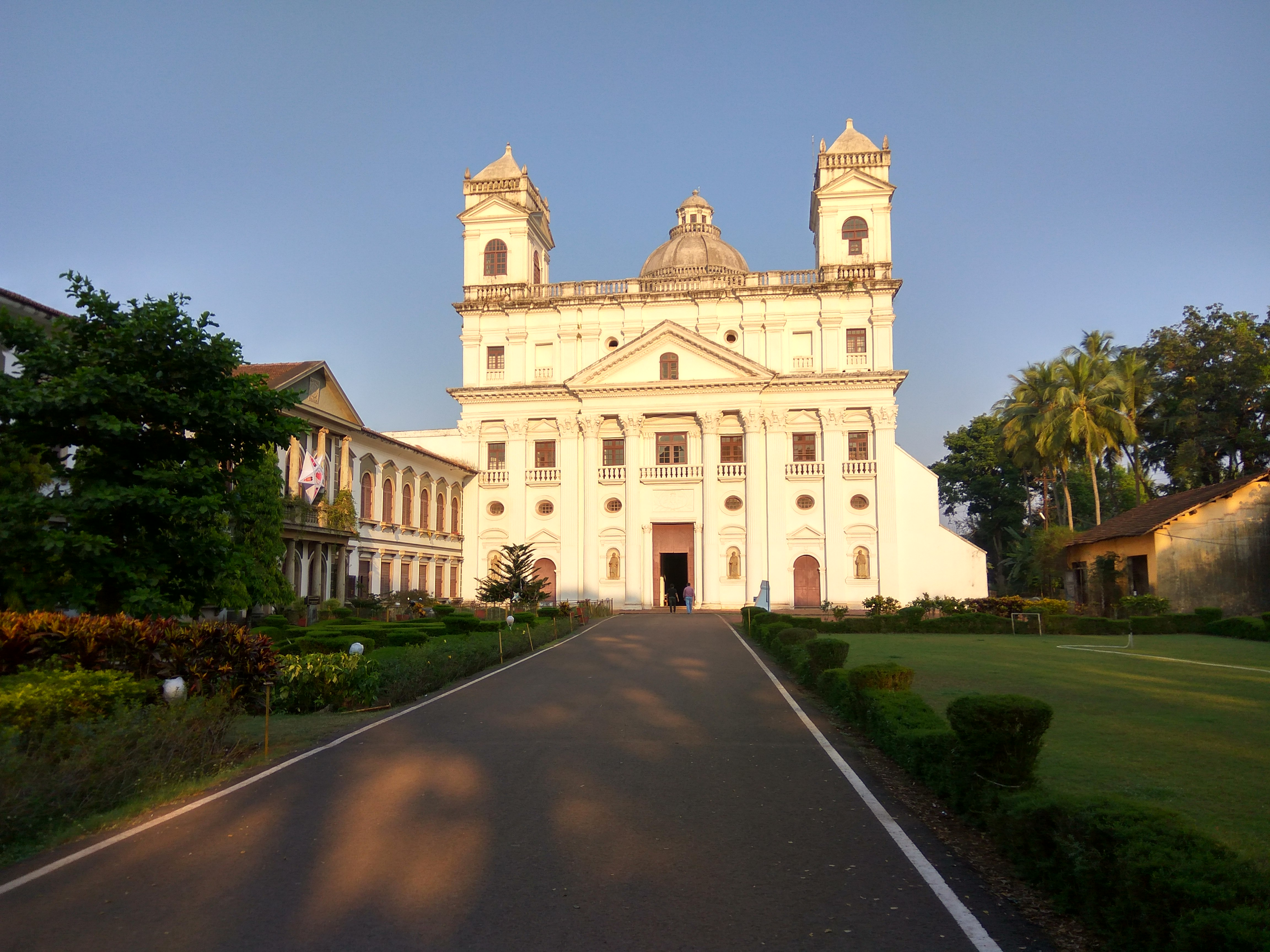
Nhà thờ Thánh Cajetan hay còn được gọi là Nhà thờ Thượng Đế Thần Thánh.

Năm 1639, dòng Theatine và thấy một tu viện. Họ xây dựng Nhà thờ Thánh Cajetan vào năm 1665, giành riêng cho Thánh Cajetan và Đức Mẹ Thượng Đế, được thiết kế bởi kiến trúc sư Carlo Ferrarini và Francesco Maria Milazzo với một chữ thập Kitô giáo. Mặt tiền theo thiết kế Vương cung thánh đường Thánh Phêrô của kiến trúc sư Carlo Maderno ở Roma. Trên đỉnh là một mái vòm hình bán cầu khổng lồ. Tuy nhiên, thay vì hai có hai vòm bát úp như vương cung thánh đường Thánh Phêrô, nhà thờ này có hai tháp chuông hình tứ giác. Nhà thờ là nơi có những ví dụ tuyệt vời về kiến trúc Corinth.
Bốn tượng đá bazan của Thánh Phaolô, Thánh Phêrô, Thánh Gioan, và Thánh Mátthêu nằm trong các hốc tường tại mặt tiền với dòng chữ "Domus mea, domus oration/s" (có nghĩa là Nhà của tôi là một nhà cầu nguyện)

## Hình ảnh

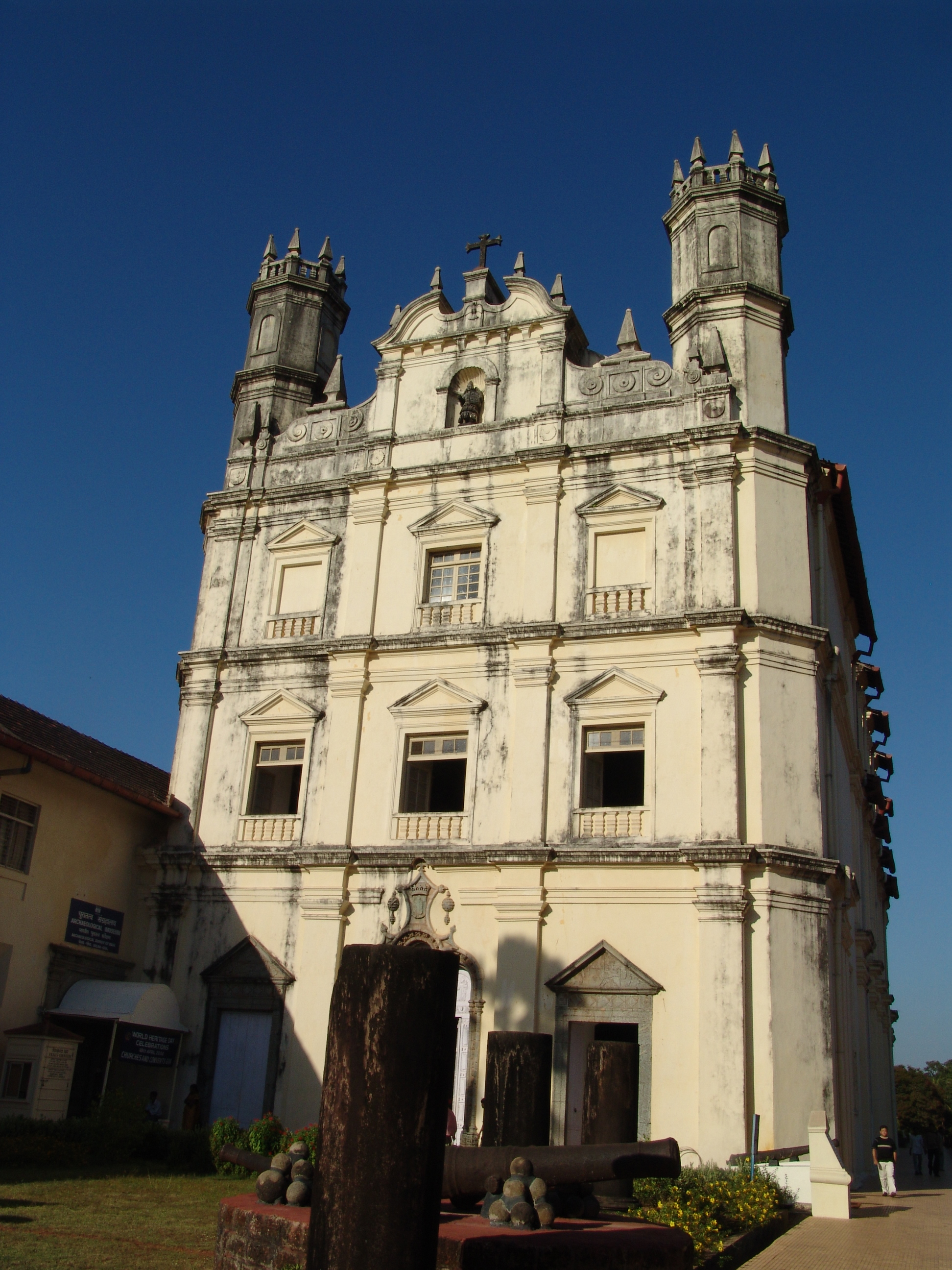
Mặt tiền của Nhà thờ Thánh Phanxicô thành Assisi
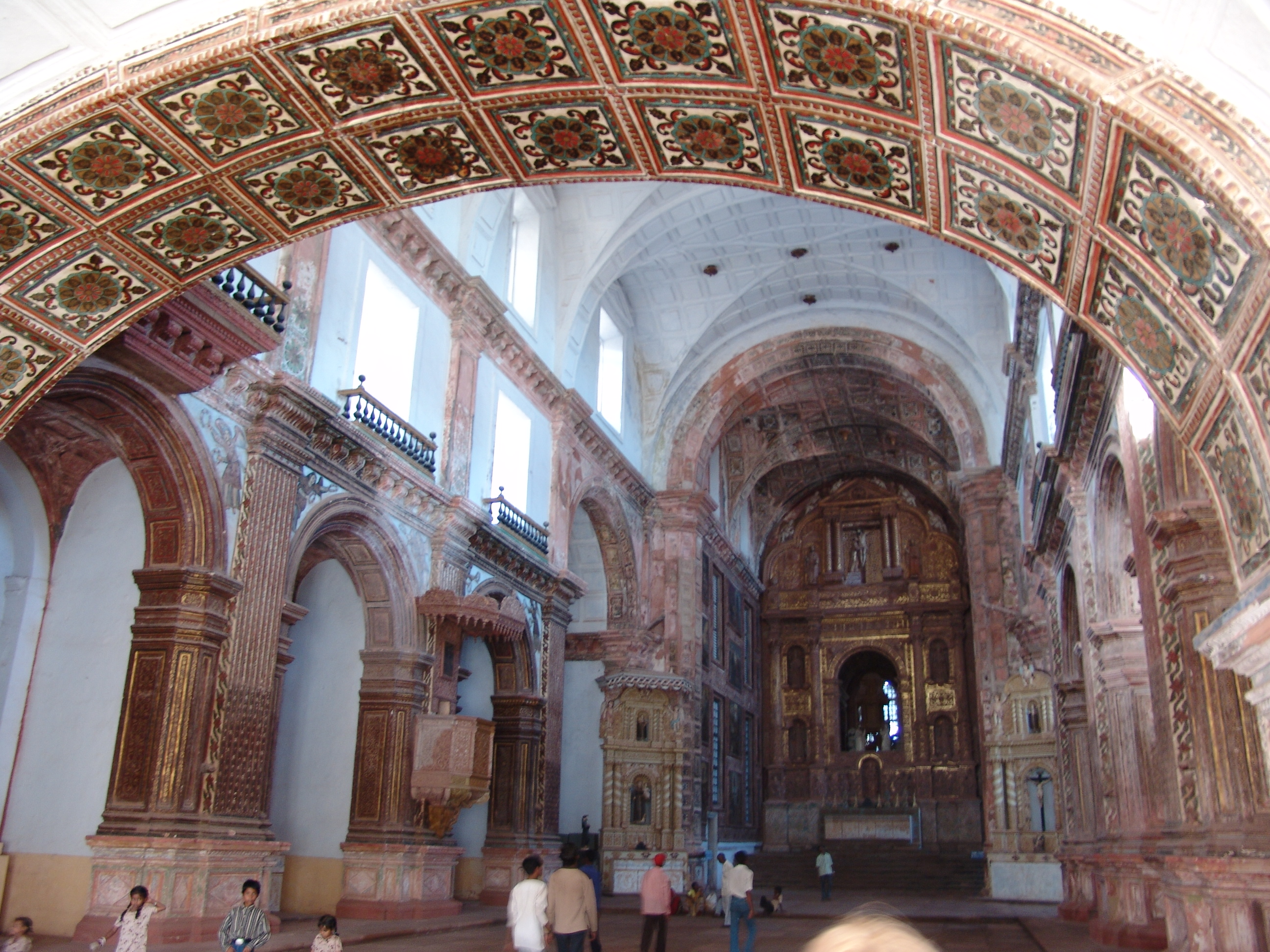
Trong nhà thờ Thánh Phanxicô mang kiến trúc Baroque
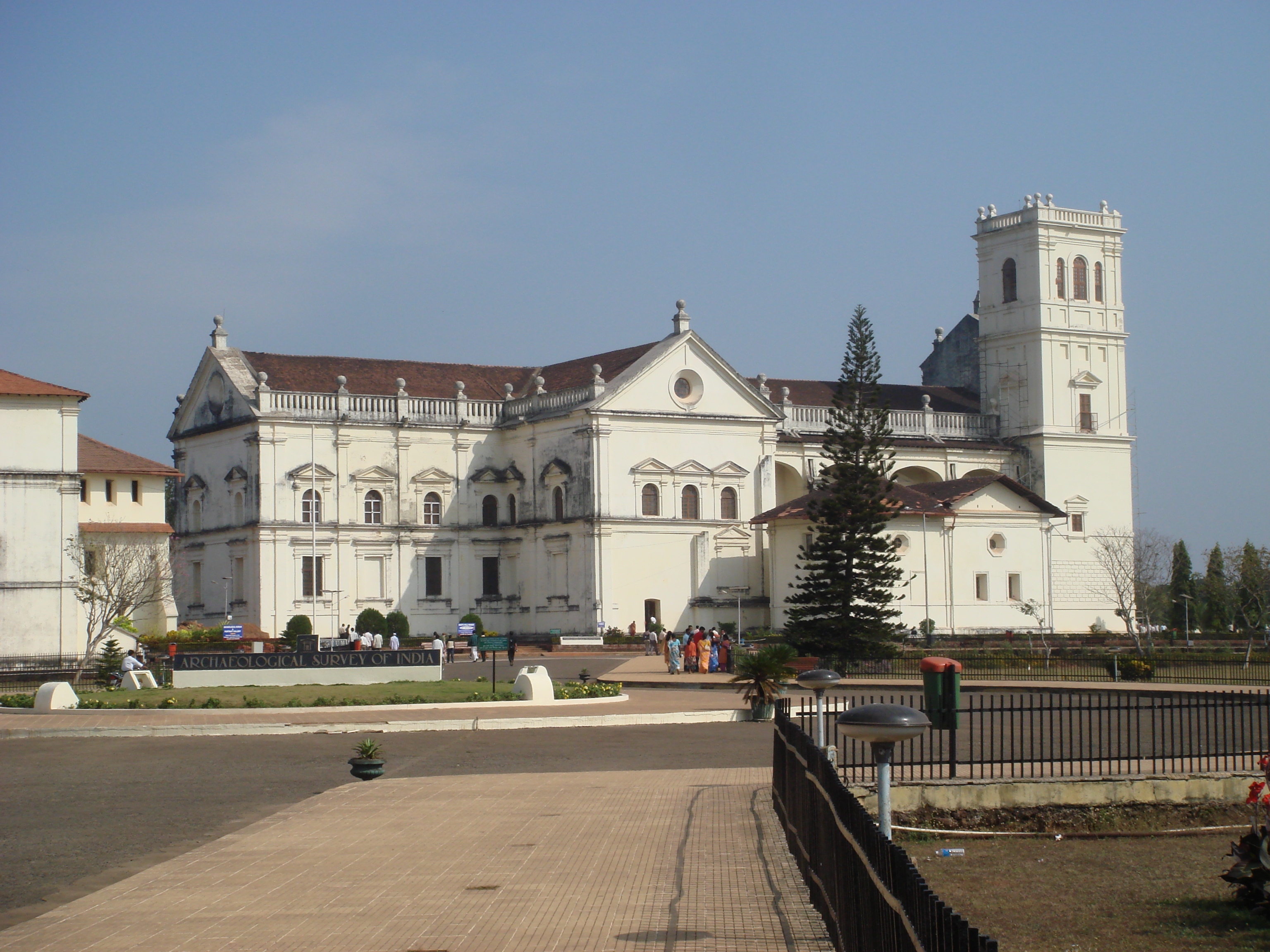
Nhà thờ chính tòa Sé hay còn được gọi là Nhà thờ chính tòa Tuscan của Santa Catarina là nhà thờ lớn nhất châu Á
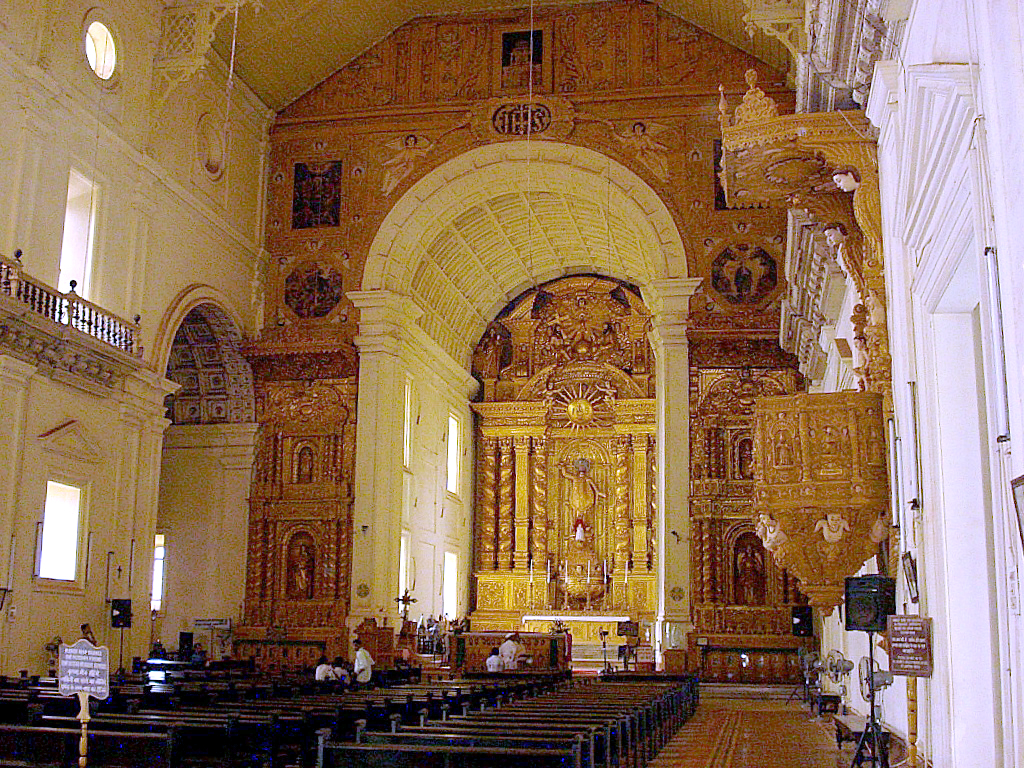
Ban thờ chính của Vương cung thánh đường Bom Jesus
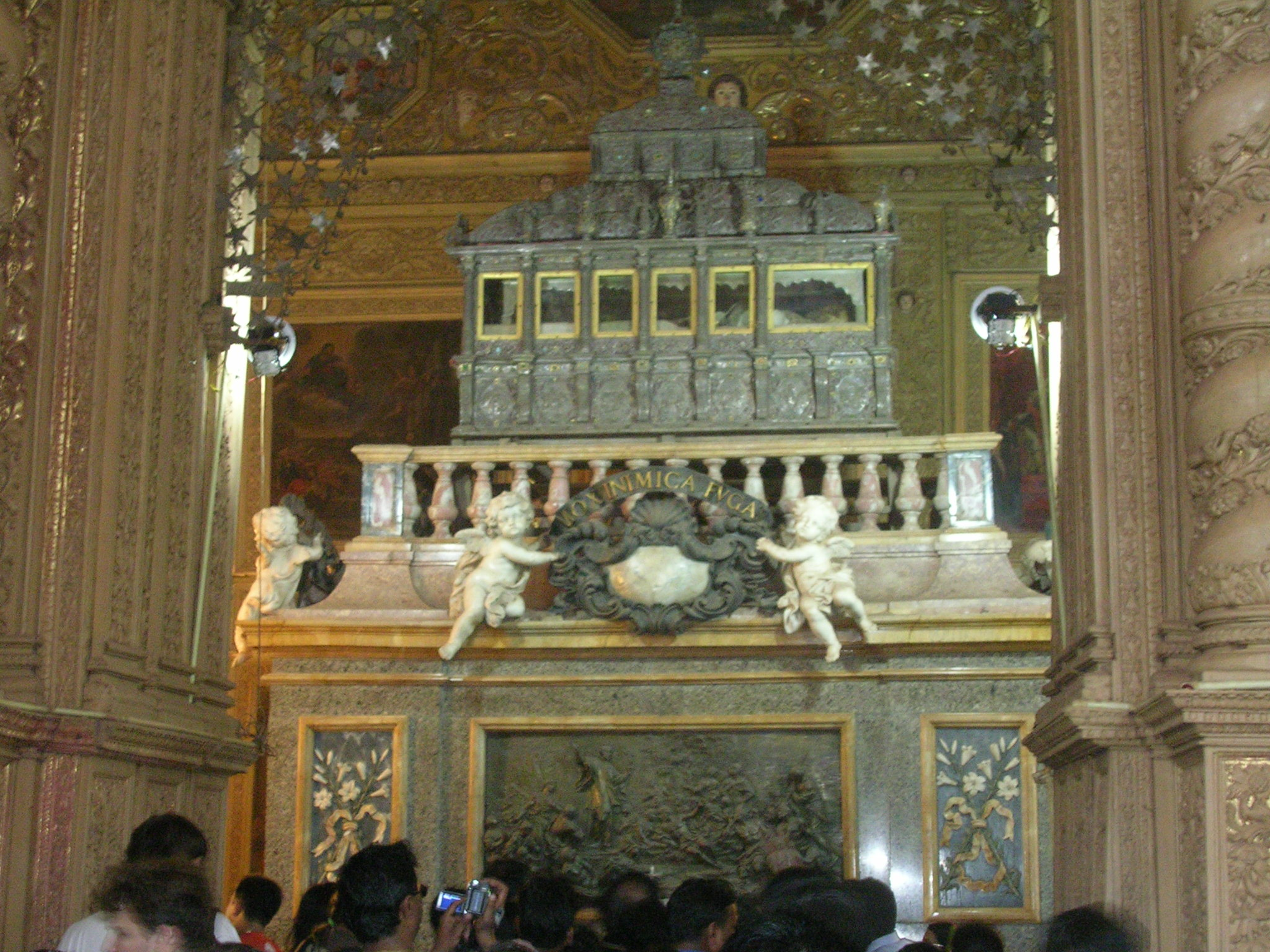
Quan tài bạc của Thánh Phanxicô Xaviê
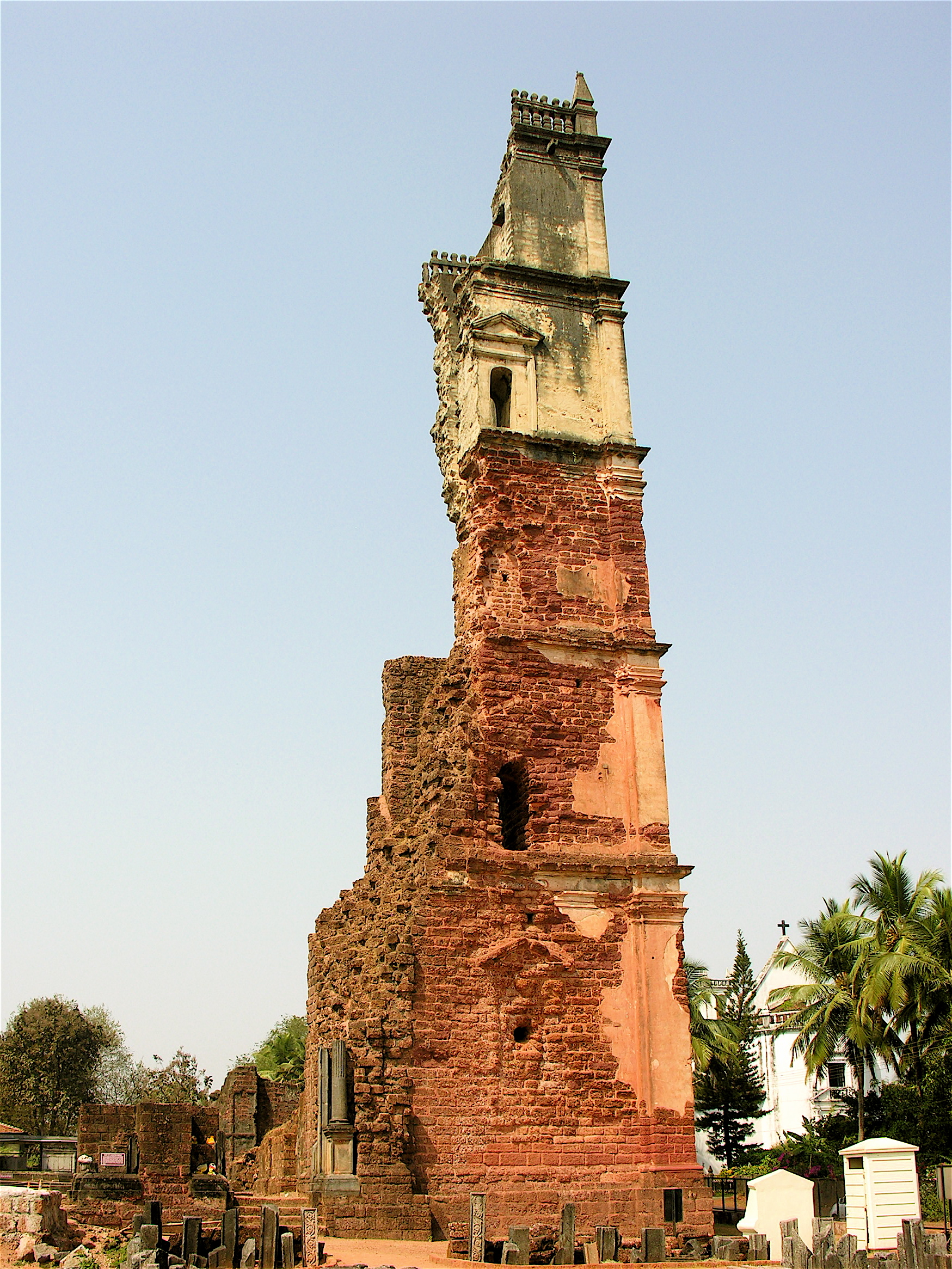
Tháp chuông nhà thờ thánh Augustinô cao 46 mét nằm trên Monte Santo
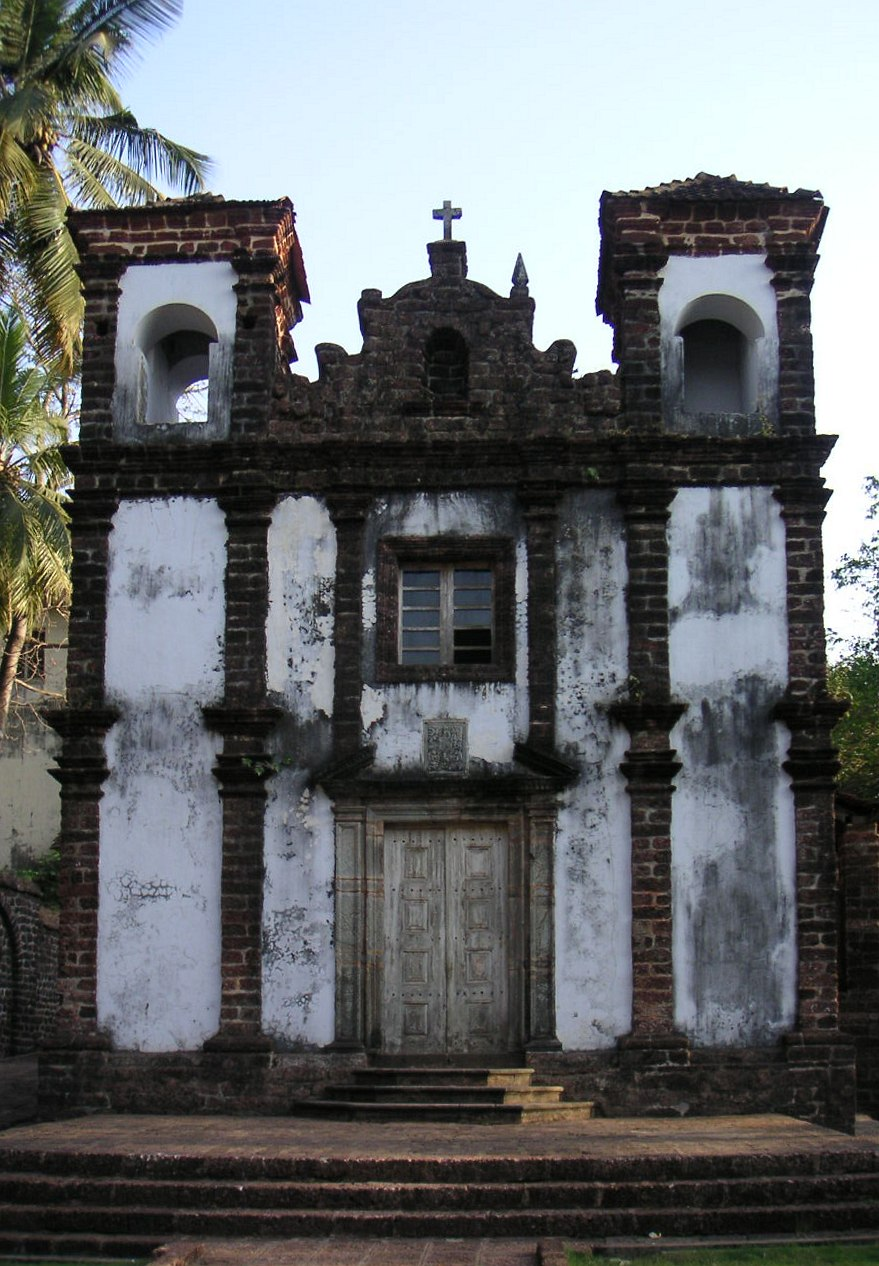
Nhà nguyện Santa Catarina được xây dựng bởi Afonso de Albuquerque vào năm 1510
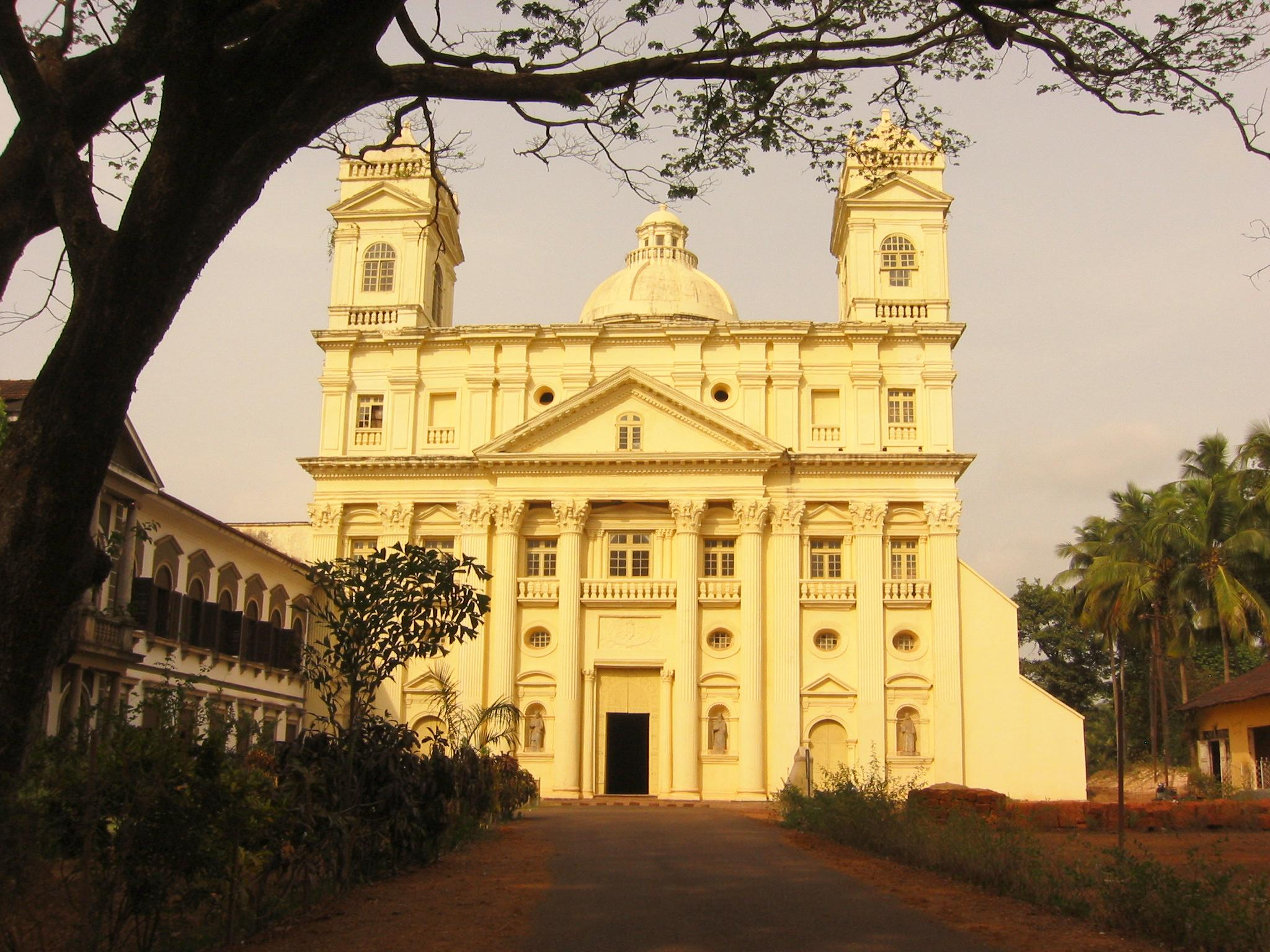
Nhà thờ Thánh Cajetan với kiến trúc thức cột Corinth
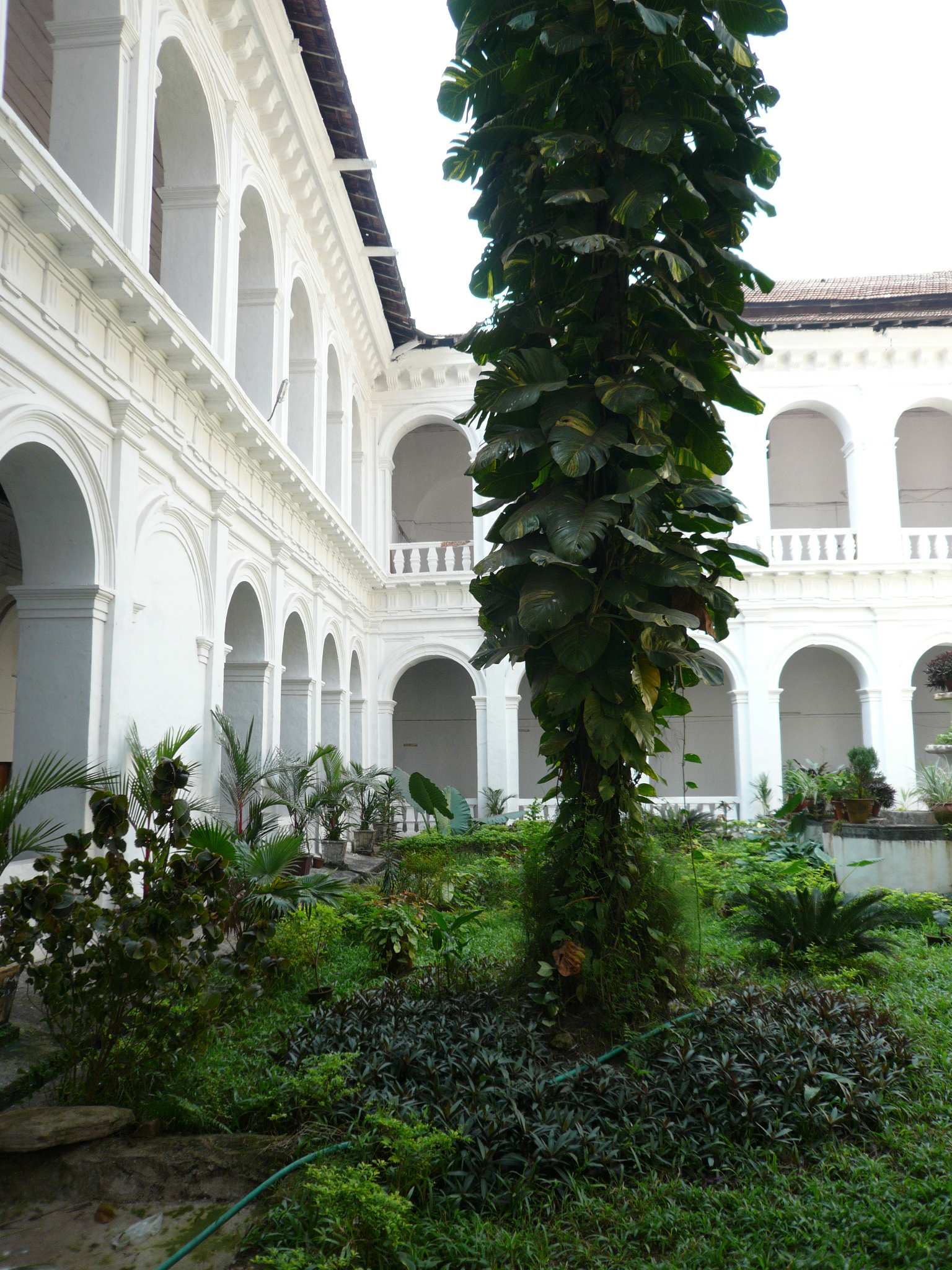
Cassa Professa hoàn thành vào năm 1589
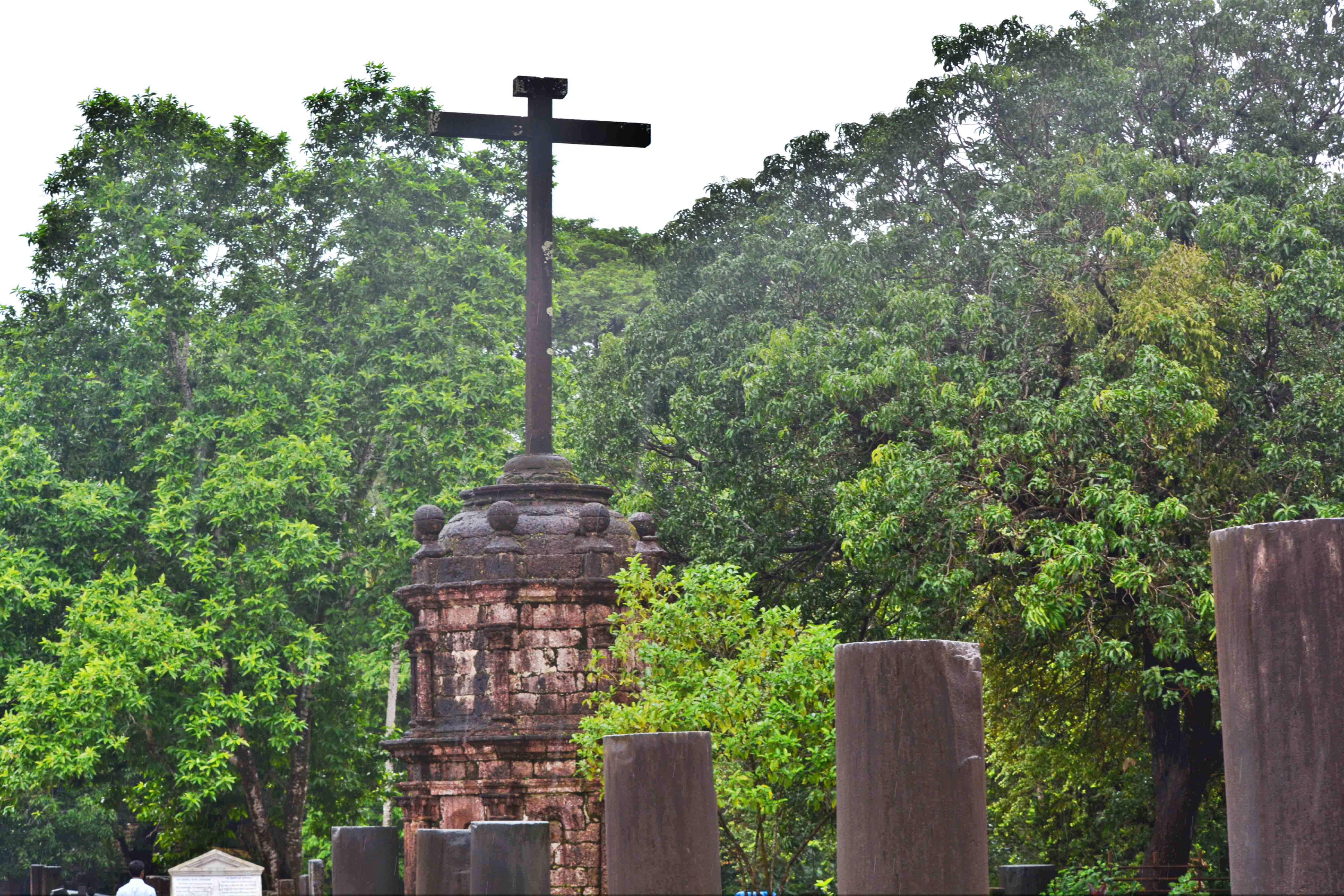
Một cây thánh giá lâu đời ở Goa
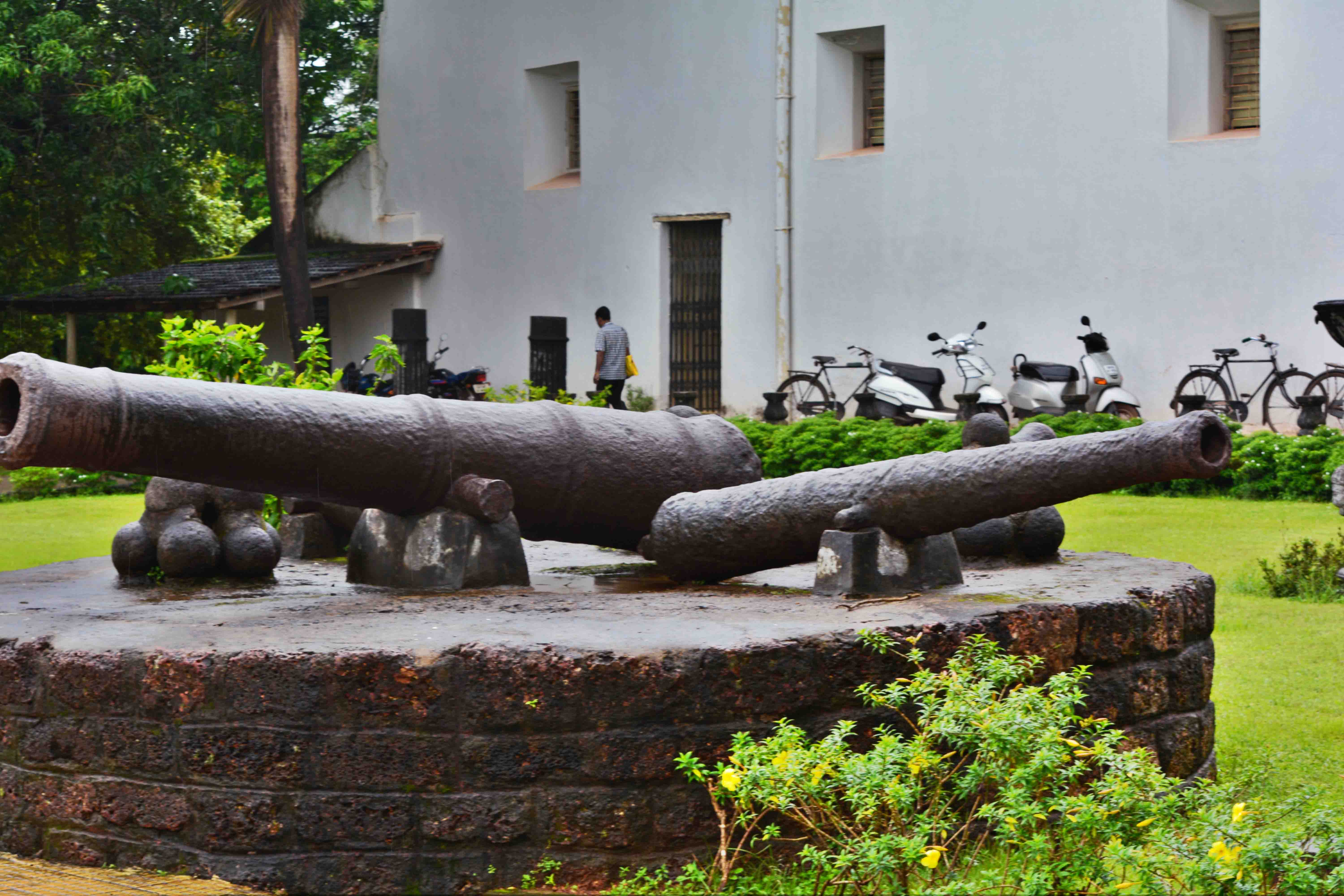
Một khẩu pháo như là một minh chứng về thời kỳ thịnh vượng tại Goa
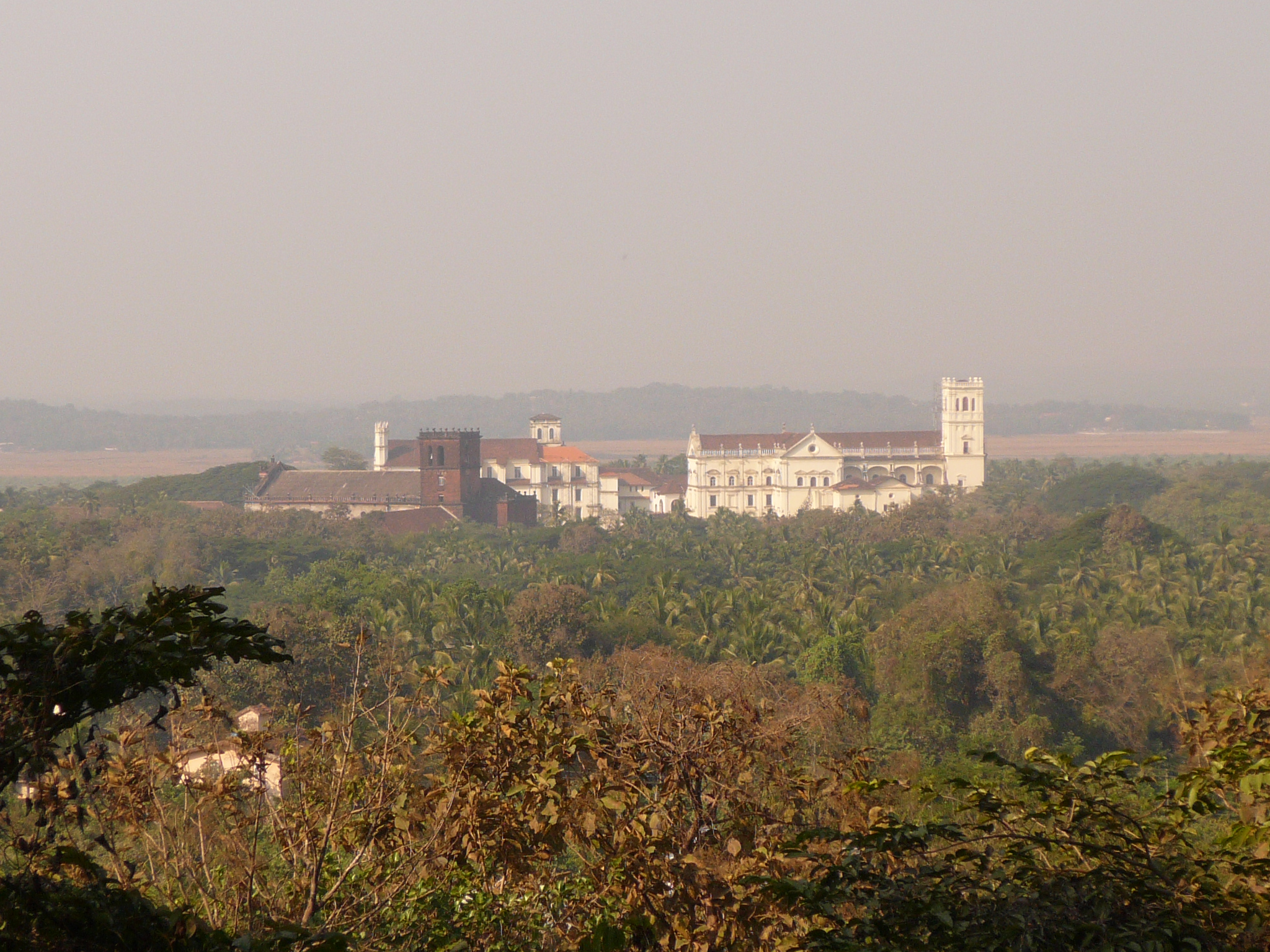
Old Goa ngày nay với những nhà thờ và nhà thờ chính tòa giữa khu vực xanh tươi
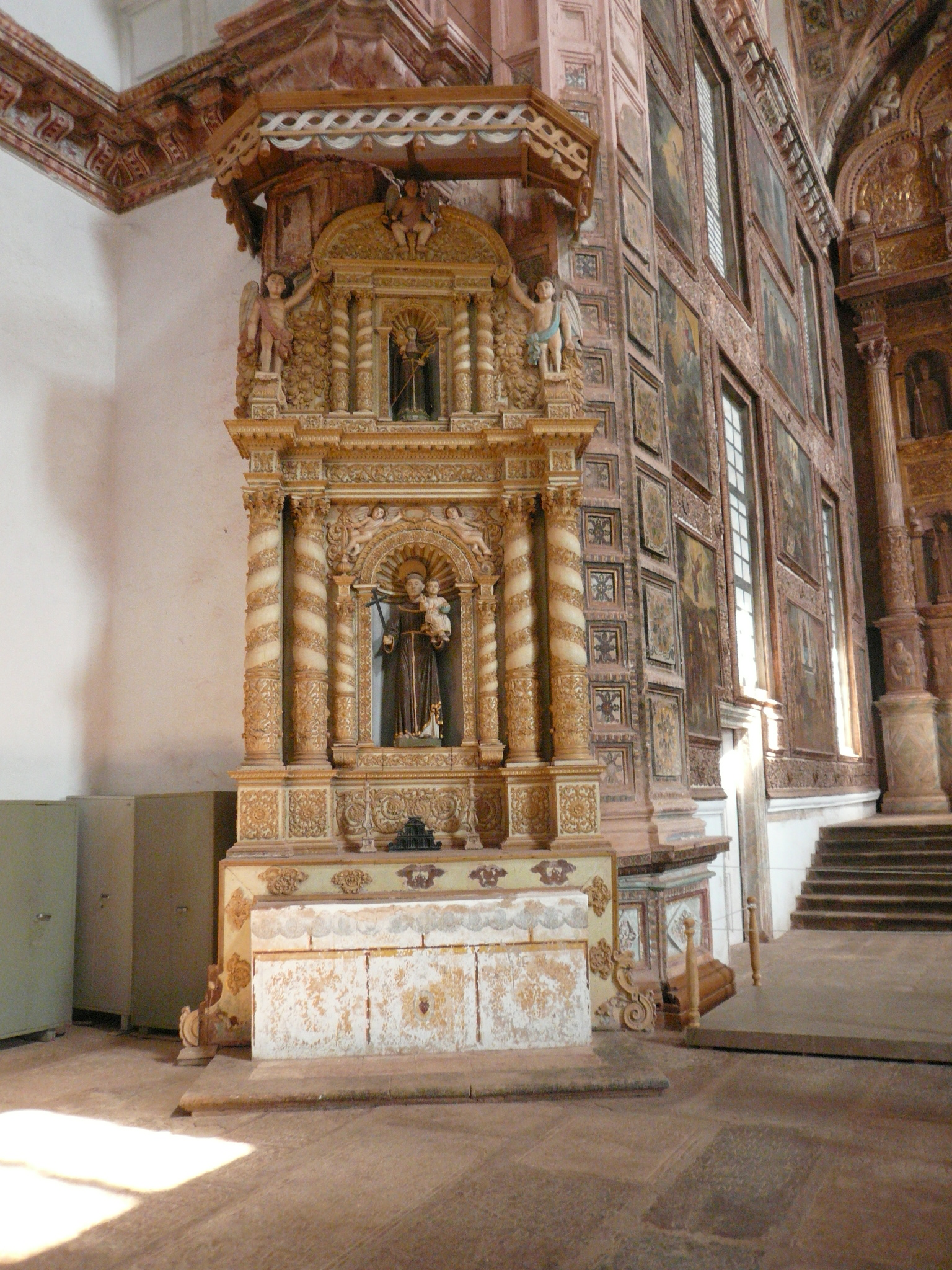
Một ban thờ phụ.
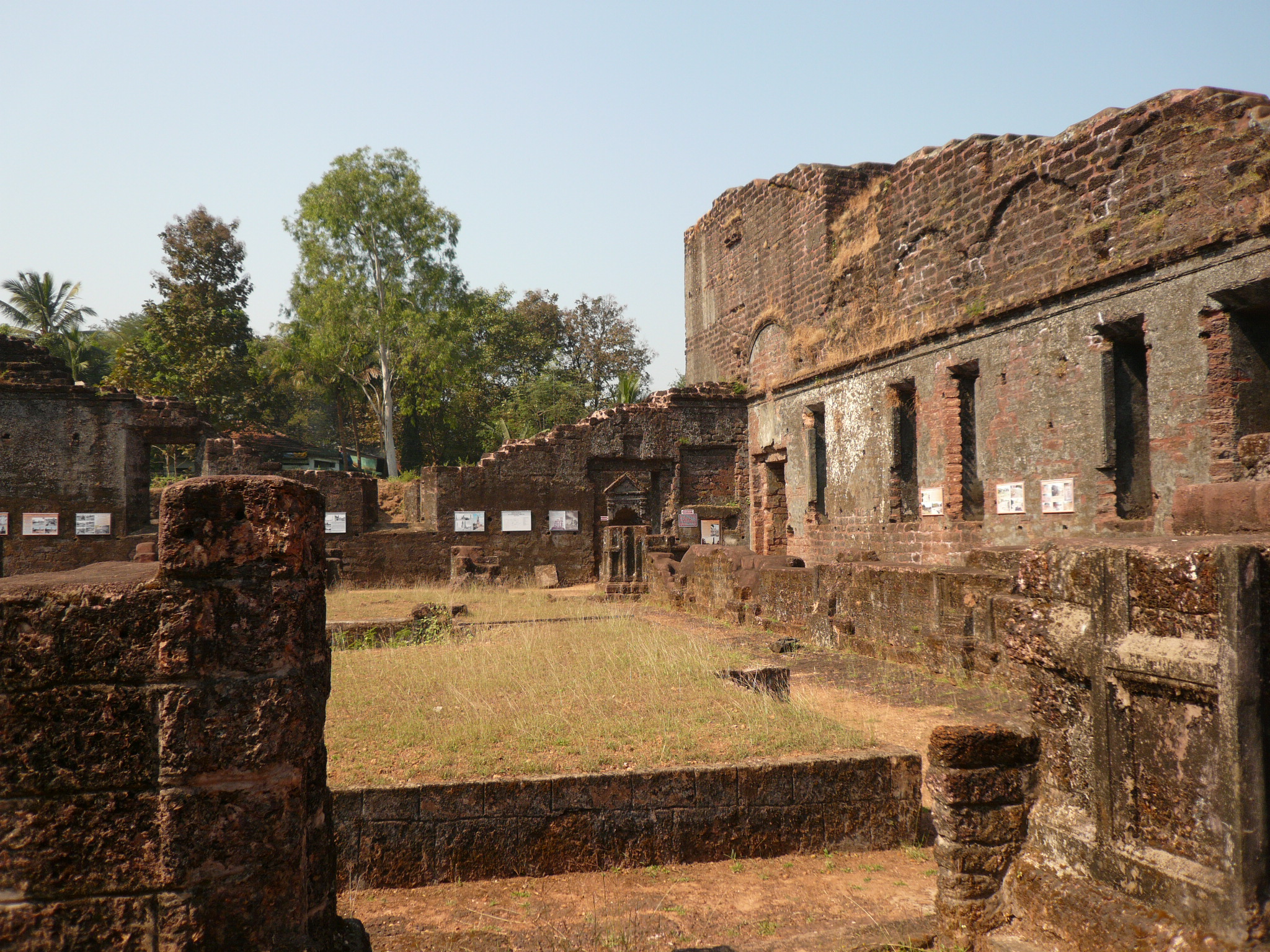
Tàn tích của nhà thờ thánh Augustinô